# Europameisterschaften im Modernen Fünfkampf 2017
Die Europameisterschaften im Modernen Fünfkampf 2017 fanden vom 17. bis 24. Juli 2017 in Minsk, Belarus, statt.
Deutschland gewann mehrere Medaillen. Annika Schleu und Lena Schöneborn wurden im Staffelwettbewerb zum zweiten Mal nach 2015 Europameister. Es war zudem ihr vierter gemeinsamer Titel in dieser Disziplin, 2012 und 2016 hatten sie als Staffelteam bereits WM-Gold gewonnen. Die Herrenstaffel, bestehend aus dem Brüderpaar Patrick und Marvin Dogue, sicherte sich Bronze.

## Herren

### Einzel
| Platz | Land       | Sportler         |
| ----- | ---------- | ---------------- |
| 1     | Russland   | Alexander Lessun |
| 2     | Ungarn     | Róbert Kasza     |
| 3     | Frankreich | Valentin Belaud  |

### Staffel
| Platz | Land        | Sportler                      |
| ----- | ----------- | ----------------------------- |
| 1     | Tschechien  | Ondřej Polívka Martin Bilko   |
| 2     | Frankreich  | Alexandre Henrard Simon Casse |
| 3     | Deutschland | Patrick Dogue Marvin Dogue    |

## Damen

### Einzel
| Platz | Land    | Sportlerin           |
| ----- | ------- | -------------------- |
| 1     | Belarus | Nastassja Prakapenka |
| 2     | Ungarn  | Sarolta Kovács       |
| 3     | Türkei  | İlke Özyüksel        |

### Staffel
| Platz | Land        | Sportlerinnen                     |
| ----- | ----------- | --------------------------------- |
| 1     | Deutschland | Annika Schleu Lena Schöneborn     |
| 2     | Russland    | Alise Faxrutdinova Hanna Burjak   |
| 3     | Belarus     | Tatsiana Khaldoba Katsiaryna Arol |

## Mixed
| Platz | Land     | Sportler                            |
| ----- | -------- | ----------------------------------- |
| 1     | Russland | Gulnas Gubaidullina Kirill Belyakov |
| 2     | Italien  | Alessandra Frezza Pierpaolo Petroni |
| 3     | Ungarn   | Sarolta Kovács Róbert Kasza         |

## Medaillenspiegel
| Platz | Land        | Goldmedaille | Silbermedaille | Bronzemedaille |
| 1     | Russland    | 2            | 1              | –              |
| 2     | Deutschland | 1            | –              | 1              |
| 2     | Belarus     | 1            | –              | 1              |
| 4     | Tschechien  | 1            | –              | –              |
| 5     | Ungarn      | –            | 2              | 1              |
| 6     | Frankreich  | –            | 1              | 1              |
| 7     | Italien     | –            | 1              | –              |
| 8     | Türkei      | –            | –              | 1              |